# Abbey Road (disc)
Abbey Road és l'onzè àlbum del grup britànic The Beatles, editat l'any 1969. Es va posar a la venda el 26 de setembre al Regne Unit, i l'1 d'octubre als Estats Units. Va ser produït per George Martin per a Apple Records, amb Geoff Emerick com a enginyer d'enregistrament i Tony Banks com a operador de cinta. També hi va participar Alan Parsons com a assistent d'enregistrament. Es tracta de l'últim cop que els Beatles s'ajuntarien per a fer un disc, ja que Let It Be, que sortí l'any següent, havia estat gravat amb anterioritat.
Com a senzill de l'àlbum, es va llençar el doble cara-A «Something»/«Come Together», el 6 d'octubre del mateix any.

## Orígens
Després de les tumultuoses sessions d'enregistrament de Let it Be, els Beatles havien arribat, pel que fa a les seves relacions personals, al punt més baix de la seva carrera. Els seus camins se separaven a poc a poc i cadascú pensava ja en les coses que podia fer pel seu compte. No obstant això, es va acordar realitzar un últim esforç per a recuperar l'"esperit Beatle" enregistrant un nou àlbum. Amb aquesta intenció, Paul McCartney va demanar a George Martin de tornar a fer-se càrrec de les sessions una última vegada, "com en els vells temps". Martin va acceptar l'oferta posant com a condició que els altres membres del grup també s'avinguessin a la idea.
Les dues cares de l'àlbum tenen una estructura diferent: la cara A és una col·lecció de cançons soltes mentre la B consisteix en una llarga sèrie de composicions, moltes d'elles relativament curtes, i unides entre si per ponts musicals.

## Producció i gravació
El so d'aquest àlbum és més refinat que el dels anteriors: va ser el primer a ser mesclat amb una taula de transistors i no de bombetes com fins aleshores; però sobretot va ser el primer disc dels Beatles gravat en vuit pistes (abans només hi havia quatre pistes d'enregistrament), cosa que va permetre millorar la qualitat de l'estèreo multiplicant, per exemple, el so de la bateria, que es pot escoltar alhora a la dreta, a l'esquerra i al centre.
També és un dels primers discs de rock on es fa servir el sintetitzador (concretament el mini-moog). Va ser una iniciativa de George Harrison, que l'acabava de descobrir tot realitzant els seus treballs experimentals en solitari Wonderwall Music (1968) i Electronic Sound (1969).
El resultat va ser el que els crítics han considerat un dels millors àlbums de la seva carrera, tant en l'aspecte tècnic com en el creatiu.
La cançó «Her Majesty» no havia d'haver acabat al disc, i és considerada un dels primers exemples de pista oculta. Originament, havia estat col·locada entre «Mean Mr. Mustard» i «Polythene Pam» (d'allà l'acord que s'escota al principi del tema), però McCartney va decidir que la seqüència no funcionaria; per tant, John Kurlander, operador de cintes dels Abbey Road Studios, va editar la cançó al final de tot, fora del medley de l'̟àlbum. McCartney li va dir que destruís la cinta, però la política d'EMI deia que mai no s'havia de destruir cap gravació dels Beatles. Els catorze segons de silenci entre «The End» i «Her Majesty» són el resultat de la cinta inicial de Kurlander afegida per separar la cançó de la resta de l'enregistrament.

## Portada
El títol de l'àlbum correspon als estudis d'EMI a Abbey Road, Londres, on els Beatles van gravar gairebé la totalitat dels seus discs. Es va pensar anomenar el disc Everest, en honor de la marca de cigarrets que fumava Geoff Emerick, i fins i tot es va pensar fer un viatge a l'Himalaia per a fotografiar la portada.
No obstant això, a mesura que el disc semblava més proper a la seva conclusió, algú va dir "escolta, per què no sortim aquí fora, fem la foto de la portada, i anomenem el disc simplement Abbey Road?". I el 8 d'agost, el fotògraf Ian McMillan va pujar a una petita escaleta per a fer la foto dels quatre Beatles creuant el pas de zebra més universal de tots.
Com que aquell carrer té força trànsit, tan sols es van fer sis fotos. El Volkswagen (amb la matrícula LMW 281F) sovint estava aparcat allà i era propietat d'algú que vivia als pisos del voltant. Els vestits eren simplement els que duien els Beatles aquell dia a l'estudi. McCartney, que vivia a prop, havia vingut amb sandàlies i de fet en alguna de les fotos les duu posades, però a la portada definitiva va descalç. La contraportada del disc correspon a un cartell del carrer que va desaparèixer fa temps on la paraula "BEATLES" es va afegir posteriorment.
Encara que essencialment va ser fruit de la improvisació, la portada d'Abbey Road ha estat equiparada a la del Sgt. Pepper's Lonely Hearts Club Band pel nombre de vegades que ha estat imitada.

## Llista de cançons
Cara A
1. «Come Together» — 4:20 (Lennon-McCartney, veu: John Lennon)
2. «Something» — 3:03 (Harrison, veu: George Harrison)
3. «Maxwell's Silver Hammer» — 3:27 (Lennon/McCartney, veu: Paul McCartney)
4. «Oh! Darling» — 3:26 (Lennon-McCartney, veu: Paul McCartney)
5. «Octopus's Garden» — 2:51 (Ringo Starr, veu: Ringo Starr)
6. «I Want You (She's So Heavy)» — 7:47 (Lennon-McCartney, veu: John Lennon)

Cara B
1. «Here Comes the Sun» — 3:05 (Harrison, veu: George Harrison)
2. «Because» — 2:45 (Lennon-McCartney, veus: Lennon, McCartney i Harrison)
3. «You Never Give Me Your Money» — 4:02 (Lennon/McCartney, veu: Paul McCartney)
4. «Sun King» — 2:26 (Lennon-McCartney, veu: John Lennon)
5. «Mean Mr. Mustard» — 1:06 (Lennon-McCartney, veu: John Lennon)
6. «Polythene Pam» — 1:12 (Lennon-McCartney, veu: John Lennon)
7. «She Came in Through the Bathroom Window» — 1:57 (Lennon-McCartney, veu: Paul McCartney)
8. «Golden Slumbers» — 1:31 (Lennon-McCartney, veu: Paul McCartney)
9. «Carry That Weight» — 1:36 (Lennon-McCartney, veus: Lennon, McCartney, Harrison i Starr)
10. «The End» — 2:19 (Lennon-McCartney, veu: Paul McCartney)
11. «Her Majesty» – 0:23 (Lennon-McCartney, veu: Paul McCartney)

## Guardons
Nominacions
- 1970: Grammy a l'àlbum de l'any